# ZX80
Le ZX80 est un ordinateur personnel 8 bits conçu et commercialisé par la société britannique Sinclair en février 1980. C'est le premier micro-ordinateur à moins de 1 000 FF commercialisé en France.
Architecturé autour d'un microprocesseur Zilog Z80 et d'un kilooctet de mémoire, le ZX80 intègre en ROM (4Ko) un langage BASIC qui le rend opérationnel dès l'allumage, comme la plupart des ordinateurs de l'époque. Il est vendu initialement en kit à monter. Il dispose d'un clavier à membrane peu pratique.
Le ZX80 connaît un grand succès commercial, qui propulse la société Sinclair sur le devant de la scène. 
Les ventes du ZX80 ont atteint environ 50 000 unités, ce qui a contribué de manière significative à ce que le Royaume-Uni soit le leader mondial en matière de possession d'ordinateurs domestiques dans les années 1980.
Il est suivi du ZX81, puis du ZX Spectrum (gigantesque succès technique et commercial) et du Sinclair QL (grand échec commercial pour un ordinateur (16 bit) probablement en avance sur son temps).